# Kryterium uliczne

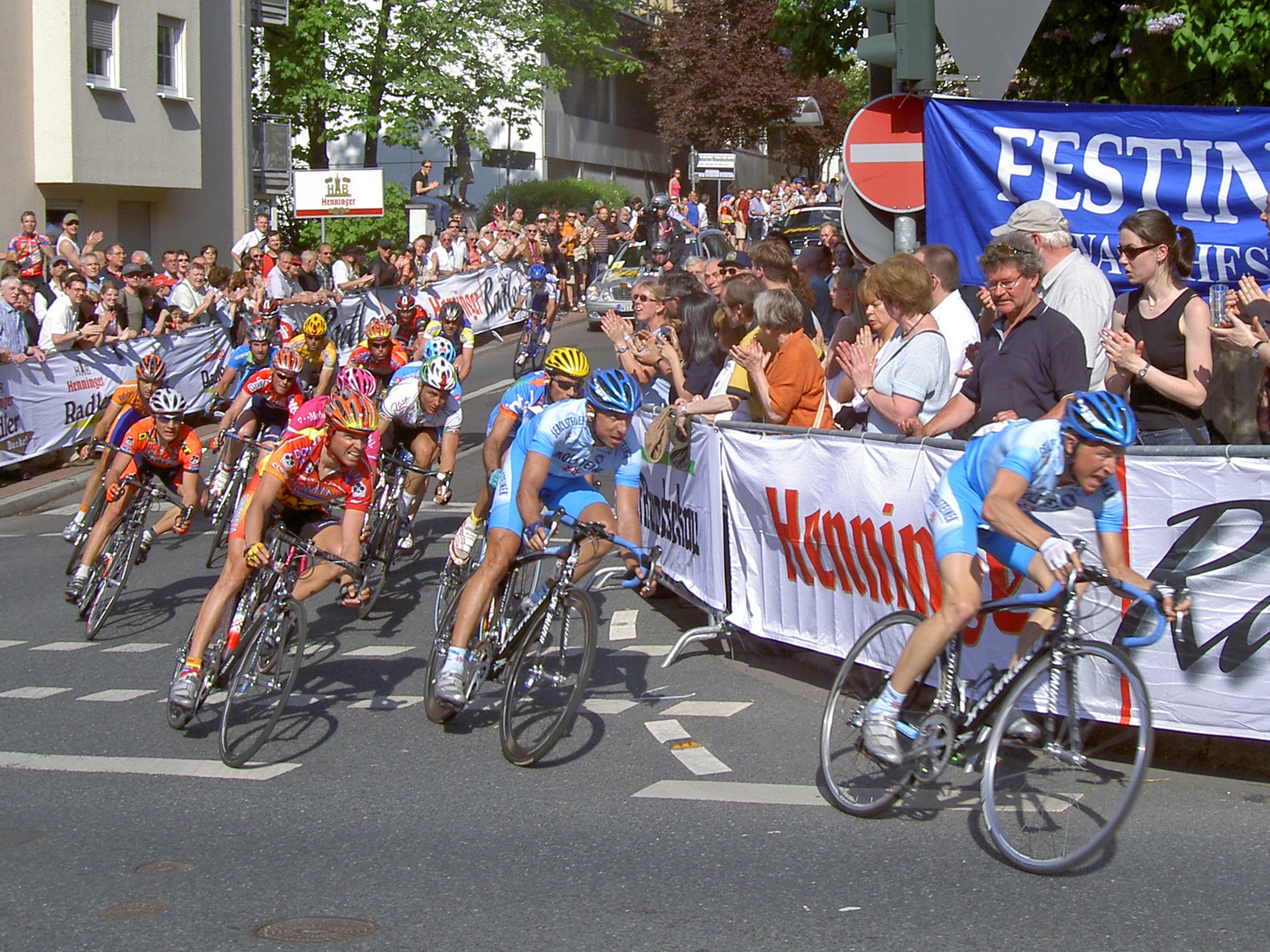
Kryteria wymagają od kolarzy umiejętności wchodzenia w ciasne łuki

Kryterium uliczne lub po prostu kryterium – rodzaj wyścigu kolarskiego, rozgrywanego na względnie krótkim dystansie, na rundach (nie dłuższych niż 5 km), najczęściej na ulicach miasta wyłączonych z ruchu na czas wyścigu.
Długość wyścigu może być ograniczona czasem lub liczbą okrążeń (rund). Generalnie, czas trwania imprezy (przeważnie ok. 1 godziny) jest krótszy niż czas trwania zwykłego (klasycznego lub etapowego) wyścigu szosowego. Z tego względu intensywność wysiłku, a co za tym idzie prędkość średnia osiągana przez zawodników, jest wyższa niż w tradycyjnym wyścigu. Zwycięzcą zostaje pierwszy zawodnik, który pokonał określoną liczbę okrążeń i nie został zdublowany.
Imprezy te charakteryzują się także nagrodami (zwanymi premiami, najczęściej pieniężnymi), zdobywanymi za wygranie pośrednich okrążeń, wcześniej ustalonych (np. każdego co dziesiątego okrążenia).
Odniesienie zwycięstwa w kryterium zależy od dobrych umiejętności technicznych, szczególnie zdolności szybkiego i umiejętnego pokonywania zakrętów, jak również bezpiecznej jazdy w grupie na krótkiej rundzie. Ważna jest także wyjątkowa sprawność, potrzebna do częstych ataków i przyspieszania po wyjściu z zakrętu.
Kryteria są stosunkowo łatwe w organizacji i nie wymagają dużej ilości przestrzeni. Są najpopularniejszą formą wyścigów w Stanach Zjednoczonych, ale również w Europie. Wiele kryteriów organizuje się w tygodniach następujących po dużych wyścigach, takich jak Tour de France, kiedy kolarze są jeszcze w szczycie formy. Jest to także dobra okazja dla publiczności, by z bliska obejrzeć gwiazdy światowego kolarstwa, których zmagania śledziło się przed ekranem telewizora.